# Équipe d'Irlande de rugby à XV au Tournoi des Cinq Nations 1926
L'équipe d'Irlande de rugby à XV au Tournoi des Cinq Nations 1926 termine première à égalité avec l'équipe d'Écosse, en remportant trois victoires et en perdant contre l'équipe du pays de Galles 11 à 8 lors du dernier match. L'Irlande remporte aussi le Tournoi en 1927.

## Liste des joueurs
22 joueurs ont contribué à ce succès. W.E. Crawford en est le capitaine, Denis Cussen, George Stephenson, Frank et Tom Hewitt, Eugene Davy, Mark Sugden et Jammie Clinch font partie de l'équipe.
| Entraîneur |                        |                                                                  |
| Avants     | Pilier                 | Michael Bradley, Buck Buchanan, Charles Hanrahan                 |
| Avants     | Talonneur              | William Browne, Charles Payne                                    |
| Avants     | Deuxième ligne         | Standish Cagney, William Collis, Hugh McVicker, Charles Hallaran |
| Avants     | Troisième ligne aile   | Jammie Clinch, Joseph Neill                                      |
| Avants     | Troisième ligne centre | Jimmy Farrell, Robert Gray                                       |
| Arrières   | Demi de mêlée          | Mark Sugden                                                      |
| Arrières   | Demi d'ouverture       | Eugene Davy                                                      |
| Arrières   | Centre                 | Frank Hewitt, Tom Hewitt, George Stephenson                      |
| Arrières   | Ailier                 | Denis Cussen, Jack Gage, Rex Hamilton                            |
| Arrières   | Arrière                | Ernie Crawford                                                   |

## Résultats

### Classement
| Rang | Nation         | J | V | N | D | Pm | Pe | Diff | Pts |
| ---- | -------------- | - | - | - | - | -- | -- | ---- | --- |
| 1    | Écosse (T)     | 4 | 3 | 0 | 1 | 45 | 23 | +22  | 6   |
| 1    | Irlande        | 4 | 3 | 0 | 1 | 41 | 26 | +15  | 6   |
| 3    | Pays de Galles | 4 | 2 | 1 | 1 | 26 | 24 | +2   | 5   |
| 4    | Angleterre     | 4 | 1 | 1 | 2 | 38 | 39 | -1   | 3   |
| 5    | France         | 4 | 0 | 0 | 4 | 11 | 49 | -38  | 0   |

|  | Vainqueur du tournoi (no 1). |
|  | T : tenant du titre 1925.    |

Attribution des points : Deux points sont attribués pour une victoire, un point pour un match nul, aucun point en cas de défaite.
Règles de classement : 1. point ; 2. titre partagé.

### Calendrier
| Le 23 janvier à Belfast   | Irlande | 11 - 0  | France     |
| Le 13 février à Dublin    | Irlande | 19 - 15 | Angleterre |
| Le 27 février à Édimbourg | Écosse  | 0 - 3   | Irlande    |
| Le 13 mars à Swansea      | Galles  | 11 - 8  | Irlande    |

## Statistiques

### Meilleur réalisateur
- George Stephenson (24 points, 3 essais, 3 transformations, 3 pénalités)

### Meilleur marqueur d'essais
- George Stephenson 3 essais
- Denis Cussen 2 essais